# Нижњеновгородски државни лингвистички универзитет
Нижњеновгородски државни лингвистички универзитет "Н. А. Доброљубов" (рус. Нижегородский государственный лингвистический университет имени Н. А. Добролюбова или кратко рус. НГЛУ) је државни универзитет у Нижњем Новгороду, Руска Федерација. Основан је 1937. као Горковски педагошки институт страних језика, а своју историју започиње још 1917. године.

## Организација
У саставу универзитета налази се четири више школе и три института. Поред тога постоје 23 катедре на којима се студенти редовно обучавају.

### Више школе и институти
- Виша школа лингвистике, педагогије и психологије (рус. Высшая школа лингвистики, педагогики и психологии)
- Виша школа међународних односа и свјетске политике (рус. Высшая школа международных отношений и мировой политики)
- Виша школа превођења (рус. Высшая школа перевода)
- Виша школа друшрвених наука (рус. Высшая школа социальных наук)
- Институт руског језика (рус. Институт русского языка)
- Институт образовања на даљину (рус. Институт дистанционного обучения)
- Институт сталног образовања (рус. Институт непрерывного образования)

## Међународна сарадња
Нижњеновгородски државни лингвистички универзитет сарађује са неколико универзитета широм свијета, међу којима су:
- Универзитет Равензбург-Вајнгартена,  Њемачка
- Универзитет у Бечу,  Аустрија
- Универзитет у Магдебургу,  Њемачка
- Универзитет страних језика Хангук,  Јужна Кореја
- Универзитет у Бањој Луци,  Република Српска/БиХ
- Универзитет у Женеви,  Швајцарска
- Универзитет Тамасат,  Тајланд
- Универзитет у Кадизу,  Шпанија